# Aimele
L'aimele (aussi appelé eibela et kware) est une langue papoue de Papouasie-Nouvelle-Guinée faisant partie des langues bosavi.

## Utilisation
Il est parlé par 300 personnes en 2016, principalement dans le coin sud-ouest et le Gouvernement de niveau local rural de Mount Bosavi (en) de la province des Hautes-Terres méridionales et dans la région du lac Campbell de la Province de l'Ouest. La plupart ayant déménagé pour la région de Wawoi falls de la province de l'Ouest.
L'aimele est utilisé par tous, dans tous les domaines. Ses locuteurs utilisent également l'anglais, le kaluli (en), le kamula et le tok pisin (surtout chez les jeunes pour ces deux dernières langues), et il est utilisé comme langue seconde par les locuteurs du kasua (en).

## Caractéristiques
L'aimele s'écrit avec l'alphabet latin.